# Giosué Janavel
Giosué Janavel, también italianizado como Gianavello (nació en Rorá, en 1617 - fallece en Ginebra el 5 de marzo de 1690), fue un líder italiano, que perteneció a la comunidad valdense.
Giosuè Janavel fue protagonista de las  Pascuas piamontesas  de 1655, y preparó las instrucciones para el  Glorioso retorno  de los Valdenses de 1689.

## Biografía
Nacido en Rorá (localización  Vigne ), en los Valles Valdenses en 1617, Janavel era un agricultor relativamente próspero, con esposa e hijos, cuando su vida dio un cambio brusco en 1655.
En ese año el gobierno del Ducado de Saboya lanzó una operación militar contra las poblaciones valdenses (  Pascuas piamontesas ), cuyo objetivo era eliminar la presencia de protestantes en los valles .

Giosuè Janavel comandó la defensa de Rorá, y tuvo éxito en un primer momento para repeler los asaltos de las tropas de Saboya.
La valentía le valió el apodo de  León de Rora  y  Capitán de los valles .

La resistencia, sin embargo, fue de corta duración: los valdenses fueron derrotados en Val Germanasca el 10 de mayo, y Janavel tuvo que salir del pueblo, y

refugiándose en Queyras.

A pesar de las amenazas a su familia y el premio de 300 ducados sobre su cabeza, Janavel seguía siendo un fugitivo, y poco después regresó a su patria, reorganizando de la guerrilla con Barthélémi Jahier.
Janavel y Jahier condujeron varias acciones juntos, hasta el 18 de junio de 1655, cuando las tropas de Saboya atacaron Angrogna.
Los valdenses, después de una desbandada inicial, consiguieron detener a los atacantes y contraatacar, pero durante el contraataque Janavel fue herido de una forma bastante seria, y tuvo que ser transportado en una camilla a Pinasca, donde en los días sucesivos logró restablecerse.

Gracias a la presión internacional, la iniciativa militar de los Saboya terminó, y el duque Carlos Manuel II restauró el  estatus quo  preexistente.
Janavel sin embargo, permaneció escondido, sin dejar de organizar la resistencia armada.

En los años siguientes, organizó varias acciones guerrilleras, manteniendo las tropas de Saboya bajo presión continua, y usó su casa como refugio y cuartel general de los insurgentes.
El gobierno ducal lo extraditó y lo condenó con la pena de muerte.

El 6 de julio de 1663 tropas de Saboya atacaron nuevamente Angrogna, pero fueron derrotados.
Sin embargo la población Valdense quería la paz, en diciembre de 1663 aceptó las condiciones del Duque de Saboya, que preveía el exilio de Janavel y sus hombres.

Ese mismo año un Sínodo Valdense desautorizó Janavel, que tuvo que salir del país y refugiarse en Ginebra.

Fue bien recibido por la población protestante local; continuó manteniendo el contacto con sus valles, a pesar de estar bajo estricta vigilancia, por parte de las autoridades locales y por los servicios secretos del Ducado de Saboya.
Se dice que volvió al menos dos veces, en forma ilegal, a su pueblo de origen.

A Janavel se unieron, en 1686, los refugiados valdenses que huyeron de las renovadas persecuciones de Víctor Amadeo II de Saboya.
Janavel colaboró activamente para organizar el retorno de los valdenses en sus tierras, que tuvo lugar en 1689, con el llamado Glorioso retorno . Demasiado anciano para unirse a los hombres en la repatriación, Janavel mantuvo un papel de organizador; en particular, escribió las instrucciones militares  que el grupo debía seguir durante la operación.

## Acciones de guerrilla
En 1658, Janavel ataca a las prisiones de Luserna para liberar a uno de sus compañeros, Costafort: al proceso que se sigue ni Janavel ni su gente cocurren y pasan a la clandestinidad.
Son declarados oficialmente "bandidos", y comienzan a luchar de forma sistemática, con las armas, toda injusticia infligida al pueblo valdenses por los militares de Bagnolo, nuevo gobernador de la fortaleza de Santa María.
En 1659, Janavel es condenado a muerte y orden la confiscación de sus bienes, pero los salva confiándolos a su esposa.
Las autoridades del Ducado de Saboya ordenan entonces, en 1661, una multa de 3.000 escudos de oro para los barrios y pueblos que no entregaran a la justicia a los "bandidos" y en el mismo año se le imputan a Janavel y al pastor Léger también condenados a muerte, todos los asesinatos ocurridos en el valle del Pellice en la última década: tratando de aislar la resistencia de la comunidad, y a las acciones de los "bandidos" les siguen represalias constantes contra todos los valdense, con detenciones arbitrarias, el chantaje y la prohibición del comercio fuera del valle.
Pero nadie traiciona, al grupo de Janavel, y desde el bastión de los "bandidos", la zona boscosa, situada en la parte alta de Vigne, los adeptos a Janavel continúan sus incursiones, aumentando sus efectivos y la disponibilidad de armas (sobre todo "mosquetes con cavallete" o "culebrinas" armas muy potentes en la época).
En 1662 un pelotón del Fuerte Santa Marí llega a Vigne con la orden de derribar la casa de Giosué, pero se les puso a la fuga después de un tiroteo feroz.
Giosuéa pesar de ser buscado, asiste a los mercados, el culto dominical, ubica hombres armados en puntos estratégicos para controlan las calles y caminos, y mientras tanto se prepara para una nueva fase del conflicto contra las fuerzas de Saboya, llegando hasta a fortificar algunas crestas de las montañas desde la que se puede controlar mejor los movimientos de enemigo en el fondo valle.
El 8 de mayo de 1663, Janavel y sus hombres cortan los puentes sobre Pellice, desde la cual pueden obtener refuerzos a Fort Santa María, y comenzar un ataque a gran escala determinado que para unos dos meses verán las ponen cerco a los palacios, el saqueo capillas católicas y recuperar una gran cantidad de objetos robados a la comunidad valdense.
El 10 de agosto del mismo año, el Duque de Saboya emite el decreto que establece la pena de muerte y confiscación de bienes para la comunidad valdense si dentro de quince días que no se habrá disociado de la guerrilla de los "bandidos" ... en la práctica solo se perdonarán los pueblos que permitirán el paso de las tropas de ataque a los bastiones insurgentes.
Al principio, algunos pueblos aceptaron el chantaje, pero al final prevalece el sentimiento de unidad entre los perseguidos y en consecuencia se llega a un punto muerto que duró hasta diciembre de ese año, cuando en Turín se abrirán las nuevas conferencias de paz).
Estos son meses en los que, si por un lado, las fuerzas del Ducado de Saboya no pueden moverse con la certeza de la victoria, por otro lado, las dificultades a las que se veían sometidas las comunidades valdenses y la proximidad del invierno, sin que hayan podido recoger grandes reservas de alimentos, hacen incierto el resultado de un posible enfrentamiento decisivo, aunque las fuerzas rebeldes ascienden ahora a unos 3.000 hombres entre valdenses y hugonotes.
Y el descontento comienza a extenderse cada vez más en las filas valdenses también... como lo demuestra la exigencia de que la comunidad Villar Pellice hace a Janavel en el sentido de que no vuelva a presentarse armado a la mesa de la Santa Cena.

## El exilio
En las conferencias de paz que se desarrollan en Turín, entre emisarios valdense y el gobierno Ducal; los valdenses intentan demostrar que las acciones de los "bandidos" no estaban dirigidas contra la autoridad del Duque, pero solamente contra el mal gobierno de algunos de sus funcionarios, todo esto lleva a que, el 26 de diciembre, se acuerda un primer armisticio por escrito y, finalmente, a la firma, por Carlo s Manuel II de Saboya, de la Patente de Gracia, 14 de febrero de 1664, que pone fin de las hostilidades de la guerrilla y la retirada de las tropas de Saboya.
Janavel, como muchos todavía apoyan la resistencia a ultranza, se convirtió en un personaje "incómodo" y son cada vez más voces que señalan a los "bandidos" como el obstáculo para el final de la guerra.
Al final, para él y otros 43 rebeldes, entre ellos el pastor Léger, el precio a pagar por la paz es la sentencia de muerte y la confiscación de sus bienes.
Algunos de los condenados salieron hacia el exilio, otros continuaron viviendo en la clandestinidad en los valles: Janavel atravesó el paso Giulian, encaminándose hacia Ginebra, donde en 1670 lo alcanzará su esposa. Se dice, en los valles, que volvió clandestinamente varias veces para visitar a su gente.
En Ginebra Janavel es recibido como un héroe: el ayuntamiento le concedió una subvención, que en un principio aceptado pero luego prefirió mantenerse por sus propios medios, con la apertura de una hostería, donde exiliados y personas sensibles a la causa de los valdenses concurren para obtener información y manifestar solidaridad con las comunidades de los valles.
La actividad de Janavel por lo tanto preocupaban bastante a las autoridades cantonales, que no dejan de someterla a controles, y además pendían sobre él todos los días la amenaza de espías y asesinos enviados por el gobernador de la fortaleza de Santa María.
Janavel murió en Ginebra el 5 de marzo de 1690 a hidropesía.

El hogar de Giosué Janavel, llamado  la Gianavella , todavía existe; después de varias vicisitudes, fue comprado por Mesa Valdense a principios del siglo XX. Actualmente se ha restaurado y se utiliza como alojamiento y museo.